# Honda XL 100-serie
De Honda XL 100-serie  is een serie offroadmotorfietsen die Honda produceerde van 1974 tot 1985.

## Voorgeschiedenis
Honda bracht al jaren bij veel van haar toermodellen en iets afwijkend model dat geschikt was voor het rijden op onverharde wegen, de "CL"-modellen. In de 100cc-klasse was dat de Honda CL 100, die van 1970 tot 1973 was geproduceerd. In die serie had men ook al een voor zwaarder terrein bedoeld model uitgebracht, de Honda SL 100, die veel grotere veerwegen, meer bodemvrijheid en noppenbanden had.

## 1974-1978, XL 100
In 1972 was de eencilinder Honda XL 250 op de markt gekomen. Dat was een veel vlotter, moderner en sportiever offroadmodel. Daarvan was in 1973 al een 175cc-versie verschenen, de Honda XL 175. In 1974 volgden twee nog lichtere modellen: de XL 125 en de XL 100.

### Motor
De motor was een luchtgekoelde staande eencilinder met een enkele bovenliggende nokkenas en twee kleppen. Er was geen startmotor, want die zou extra gewicht meebrengen, de machine werd gestart met een kickstarter.

### Aandrijving
Vanaf de krukas werd de natte platenkoppeling met zeven koppelingsplaten door tandwielen aangestuurd. De XL 100 had een vijfversnellingsbak en de secundaire aandrijving geschiedde met een vrijwel geheel open liggende ketting.

### Rijwielgedeelte
Het frame was een semi-dubbel wiegframe. Vanaf het balhoofd liepen enkele buizen zowel bovenlangs de motor als naar de onderkant van het blok. Beide buizen splitsten zich echter op in dubbele buizen, waardoor een stevig geheel ontstond waarin de motor zelf geen dragende functie had. Onder het motorblok, waar al twee framebuizen zaten, zat ook een carterbeschermingsplaat. Het voorwiel zat in een hydraulisch gedempte telescoopvork, achter zat een swingarm met twee in vijf standen instelbare veer/demperelementen. Zowel voor als achter zaten trommelremmen. Het voorwiel mat 21 inch, het achterwiel 18 inch. Beide wielen waren van lichtmetaal.

### Kenmerken
Als semi-terreinmotor had de XL 100 grote veerwegen en daarom ook hoge spatborden. Het voorspatbord was klein. Om het zwaartepunt laag te houden en de handelbaarheid te vergroten was de tank ook klein, slechts 7 liter. De bodemvrijheid was ruim en daarom hoefde de uitlaat niet omhoog gebogen te worden. Ze zat laag aan de rechterkant met een klein hitteschildje. De machine was verder uitgerust met elektrische richtingaanwijzers.

### 1974, XL 100 K0
De XL 100 K0 uit 1974 werd in slechts één kleur geleverd: Candy Topaz Orange voor de tank, de zijdeksels en de spatborden. Het koplamphuis, het frame en de uitlaat waren zwart. De achterveren waren verchroomd. Het merk op de tank en het "XL 100"-logo op de zijdeksels waren wit. Het zadel was geribbeld en de cilinderkop bestond uit één gietstuk.

### 1975, XL 100 K1
De kleur voor 1975 was Candy Ruby Red met Special Silver Metallic. De spatborden waren nu zilverkleurig, de achterveren zwart. Het zadel was glad.

### 1976, XL 100 '76
De XL 100 '76 werd geleverd in Shiny Orange met Special Silver Metallic. De spatborden waren nu van zilverkleurig gespoten staal. De cilinderkop bestond nu uit twee delen.

### 1977, XL 100 '77
In 1977 werd de XL 100 Tahitian Red en de spatborden waren van rood gekleurd plastic. Het "XL 100"-logo was zwart, de wielnaven zilver gespoten.

### 1978, XL 100 '78
Ook in 1978 was de XL 100 Tahitian Red, maar het "XL 100-logo" was nu geel met wit en de wielnaven en het stuur (voorheen verchroomd) zwart.

## 1979-1985, XL 100 S
In 1979 veranderde de typenaam in "XL 100 S". De kleurstellingen veranderden en de enige technische verandering was het kleiner worden van de wielen: Het voorwiel ging van 21 naar 19 inch, het achterwiel van 18 naar 17 inch.

### 1979, XL 100 S '79
De XL 100 S werd veel kleuriger dan zijn voorgangers. In lijn met bijvoorbeeld de XL 250 S bleef de hoofdkleur Tahitian Red, maar nu met brede gele, grijze en zwarte biezen op de tank en de zijdeksels. De achterveren en de richtingaawijzers werden verchroomd.

### 1980, XL 100 S '80
In 1981 werd de hoofdkleur Helios Red en de biezen op de tank en de zijdeksels werden wat smaller en in oranje, geel en wit uitgevoerd. De achterveren en de richtingaanwijzers werden zwart.

### 1981, XL 100 S '81
In 1981 werd de machine geleverd in Monza Red met zwart. De onderste helft van de tank was zwart met een dunne, witte bies. De zijdeksels, die altijd al groot genoeg waren om een startnummer op te zetten, kregen nu een groot zwart vlak dat deze functie nog eens benadrukte. Het was alleen optisch, want de XL 100 S was niet echt geschikt om ingezet te worden in wedstrijden.

### 1982, XL 100 S '82
In 1982 was de kleur weer tamelijk effen, zonder biezen in afwijkende kleuren. De hoofdkleur was Monza Red en de aanduiding "KL" stond nu in grote witte letters op de achterkant van zadel. De bovenkant van de tank had een grote, zwarte streep. Het frame was rood en het "100 S"-logo op de zijdeksels was wit met rood.

### 1983, XL 100 S '83
In 1983 bleef de XL 100 S Monza Red. Uiterlijke veranderingen waren de verhoogde benzinetank waardoor de tankontluchting beter werd en de meer hoekig vormgegeven zijdeksels.

### 1984, XL 100 S '84
In 1984 bleef de machine vrijwel gelijk. Het "100 S"-logo dat eerder op de zwarte vlakken van de zijdeksels had gestaan, stond nog steeds op de zijdeksels, maar niet meer op het zwarte deel.

### 1985, XL 100 S '85
In het laatste productiejaar werd de hoofdkleur Flash Red. De Honda-vleugel op de tank was rood, wit en blauw en daaronder stond "Honda" en de aanduiding "100 S". De startnummervlakken op de zijdeksels waren geel, het zadel blauw met daarop de letters "XL".